# Phạm Hùng Dũng
Phạm Hùng Dũng (sinh ngày 28 tháng 9 năm 1978) là một cựu cầu thủ bóng đá người Việt Nam từng chơi cho các câu lạc bộ như SHB Đà Nẵng, The Vissai Ninh Bình. Ông cũng thi đấu cho đội tuyển quốc gia Việt Nam trong giai đoạn 2000-2007, tham dự Cúp bóng đá châu Á 2007.

## Bàn thắng quốc tế
| #  | Ngày                 | Địa điểm                                    | Đối thủ | Tỷ số | Kết quả | Giải đấu                             |
| -- | -------------------- | ------------------------------------------- | ------- | ----- | ------- | ------------------------------------ |
| 1. | 13 tháng 11 năm 2000 | Sân vận động Tinsulanon, Songkhla, Thái Lan | Lào     | 5–0   | 5–0     | Giải vô địch bóng đá Đông Nam Á 2000 |